# Massengräber in Kozje
Auf dem Gebiet der Gemeinde Kozje in Slowenien wurden bisher (Stand 2/2024) insgesamt zwei Massengräber aus der Zeit um den Zweiten Weltkrieg gefunden.

## Drensko Rebro
In Drensko Rebro fand man zwei Massengräber, die mit dem Zweiten Weltkrieg in Verbindung stehen.
In beiden befinden sich die Überreste von Kroaten, die im Mai 1945 entlang der Straße nach Virštanj und an der Kreuzung zwischen Drensko Rebro und Lesično entwaffnet und ermordet wurden. 
- Das Massengrab beim Haus Nr. 8a (slowenisch: Grobišče pri hiši 8a) liegt 700 Meter nördlich von Pilštanj, zwischen einem Straßengraben und einem Hang .[1]

- Das Massengrab am Bach Sušica (Grobišče ob potoku Sušica) liegt auf einer Wiese zwischen dem Bach Sušica und der Straße nach Pilštanj, zwischen den Strommasten mit den Nummern 41 und 42 .[2]